# Евланов, Михаил Михайлович
Михаи́л Миха́йлович Евла́нов (род. 26 марта 1976, Красногорск, Московская область, РСФСР, СССР) — российский актёр театра, кино и телевидения.

## Биография
В 2000 году окончил Московскую государственную академию водного транспорта (юрист). В 2005 году окончил СПбГАТИ, курс Г. М. Козлова. Начал сниматься в кино ещё во время учёбы, сыграв в том числе снайпера Блинова в фильме «Свои» Д. Месхиева. По словам самого режиссёра, он не сразу согласился снимать актёра (первые пробы не впечатлили), однако после первого дня съёмок сомнения отпали.
«Честно скажу: посмотрел я первые пробы и брать Евланова в картину „Свои“ не хотел. Уговорили посмотреть вторые — взял со скрипом. Но после первого съемочного дня стало ясно — Михаил Евланов на своем месте. Конечно, поначалу он нервничал, он ведь про кино ничего не понимал. Иногда текст забывал. Но моментально выправлялся, рос на глазах — он вообще парень очень обучаемый. <…> Евланов — артист думающий, придумывающий все внутреннее пространство героя. <…> Для роли в „Своих“ он сообразил так: снайпер Митька Блинов — простачок, недотепа, лопух. Умный Евланов сделал из себя Иванушку-дурачка, который всех облапошил, перехитрил».
После съёмок в фильме «Свои» актёр был удостоен молодёжной премии «Триумф».
Наибольшую известность Михаил получил благодаря фильму «9-я рота» (2005 год), где исполнил роль рядового по фамилии Рябоконь (Ряба). В дальнейшем снимался в таких фильмах, как «Живи и помни» (Гуськов) и «Обитаемый остров» (ротмистр Чачу).
Играл в петербургских театрах «На Моховой» (Учебный театр СПбГАТИ) и Театре юных зрителей имени А. А. Брянцева.
Михаил Евланов читает стихи, вошедшие в трилогию московской рок-группы «Свободный полёт»: 2013 — «Прошлое», 2014 — «Настоящее», 2017 — «Будущее».
Гуру Кен: Но в альбоме «Будущее» — 20 треков! Что же на остальных? Стихи. Их читает известный актер Михаил Евланов («9 рота», «День выборов», «Обитаемый остров»), уже участвовавший в двух альбомах группы и снимавшийся в клипе «Электричка». Стихи все о любви и на таком подозрительном позитиве, что умелый Евланов неизбежно скатывается к благостным интонациям радиосказки «Голубой щенок», лишь иногда позволяя себе условного Вознесенского («Чудо»). Парадоксальным образом эти стихи вперемежку с песнями оттеняют куда более драматургически написанные тексты песен, — и именно в пользу песен. Как было задумано, видимо.
(Из рецензии Гуру Кена)
1 августа 2018 года на лейбле «Бомба Питер» вышла первая часть аудиокниги группы «Свободный полет» — «На двоих» под названием «Прошлое» (feat. Михаил Евланов).
У нас не получилось сделать аудиокнигу на мою повесть «Мелодия свободы». Дело в большой занятости Евланова, у него 5-6 съемок в год, и в Москве он появляется только эпизодически. Но получилось другое: группа «Свободный Полет» выпускает аудиокнигу, в которую вошли 30 стихов в исполнении Евланова из нашей трилогии, и я сам дочитал тексты своих песен. Получается чередование: стих-песня-стих-песня… Аудиокнига выйдет в трех частях под названием «На двоих». Потому что мы вдвоем с Евлановым все читаем. Это адресовано тем, кто хочет не только слушать песни, а именно вникнуть в сами тексты.
(Из рецензии Гуру Кена)
6 августа 2018 года на лейбле «Бомба Питер» выходит вторая часть аудиокниги «На двоих» под названием «Настоящее» (feat. Михаил Евланов), а 13 августа третья часть аудиокниги «На двоих» под названием «Будущее» (feat. Михаил Евланов).

27 сентября 2019 года на лейбле «Бомба Питер» выходит тройной CD группы «Свободный полёт», который получил название «Вечность». 30 стихов на этом альбоме прочитал Евланов Михаил. 20 февраля 2023 года принял участие в программе «Игра в кино» где вышел в финал, но не одержал победу.
Первая супруга — Анна Евланова. Сын Михаил, дочь Дарья.
Вторая супруга — Татьяна Коновалова. Сын Тихон. Дочери Ева, Маргарита.

## Творчество

### Фильмография
| Год  |     | Название                                                  | Роль |
| ---- | --- | --------------------------------------------------------- | --- |
| 2002 | с   | Агентство «Золотая пуля»                                  | Сергей Шляпников                                                                                               |
| 2003 | с   | Улицы разбитых фонарей. Менты-4 (серии № 19-20 «Бабочка») | Валерий Ткаченко                                                                                               |
| 2004 | ф   | Свои                                                      | Дмитрий Блинов, снайпер Красной армии, сын Ивана Блинова                                                       |
| 2004 | с   | Принцесса и нищий                                         | Вася, линейный сержант-беспредельщик                                                                           |
| 2004 | с   | Женский роман                                             | Имя персонажа не указано                                                                                       |
| 2005 | с   | Вепрь                                                     | Гаврила Степанович Обрубков в молодости                                                                        |
| 2005 | с   | Убойная сила 6 (серия № 10 «Казачий разъезд»)             | Кабанов |
| 2005 | ф   | 9 рота                                                    | Рябоконь («Ряба»), рядовой                                                                                     |
| 2006 | ф   | 7 кабинок                                                 | Олег |
| 2007 | ф   | Яр                                                        | Константин Карев                                                                                               |
| 2007 | кор | Про ёжика                                                 | Имя персонажа не указано                                                                                       |
| 2007 | кор | Коза                                                      | Имя персонажа не указано                                                                                       |
| 2007 | ф   | Суженый-ряженый                                           | Витёк, младший сержант милиции                                                                                 |
| 2007 | с   | Свой-чужой                                                | Валера Штукин, младший лейтенант милиции                                                                       |
| 2007 | ф   | Лучшее время года                                         | Валентин |
| 2007 | ф   | День выборов                                              | Федя, напарник управляющего ликёро-водочным заводом                                                            |
| 2007 | ф   | Молодой Волкодав                                          | Волк |
| 2007 | ф   | Королевство кривых зеркал                                 | электрик |
| 2008 | ф   | Нирвана                                                   | Ларус |
| 2008 | ф   | Волшебник                                                 | Имя персонажа не указано                                                                                       |
| 2008 | ф   | Живи и помни                                              | Андрей Гуськов, муж Настёны, дезертир во время Великой Отечественной войны                                     |
| 2008 | ф   | Любовь под грифом «Совершенно секретно»                   | Быков |
| 2008 | ф   | Обитаемый остров                                          | Чачу, ротмистр Боевой гвардии                                                                                  |
| 2009 | ф   | Я                                                         | Эдик |
| 2009 | ф   | 9 мая. Личное отношение (эпизод «Выпей за меня»)          | Миша |
| 2009 | с   | Индус                                                     | Дмитрий Романович                                                                                              |
| 2009 | ф   | Обитаемый остров. Схватка                                 | Чачу, ротмистр боевой гвардии                                                                                  |
| 2009 | с   | Деревенский романс                                        | Михаил Рябов, капитан, участковый уполномоченный милиции                                                       |
| 2009 | с   | Группа ZETA                                               | «Батон», зек                                                                                                   |
| 2009 | ф   | Сага о хантах                                             | Чухновский |
| 2009 | ф   | Ползёт змея                                               | милиционер |
| 2010 | с   | Естественный отбор                                        | Сима Мучник |
| 2010 | ф   | Брестская крепость                                        | Проскурин, младший сержант                                                                                     |
| 2010 | ф   | Америка / América                                         | Андрей |
| 2010 | ф   | Поцелуй сквозь стену                                      | эпизод |
| 2010 | ф   | Без мужчин                                                | хулиган |
| 2010 | с   | Башня                                                     | Валера Мелехов, фотограф, активист «зелёных»                                                                   |
| 2010 | с   | Классные мужики                                           | продюсер Данович                                                                                               |
| 2010 | с   | Выхожу тебя искать                                        | охранник на рынке                                                                                              |
| 2010 | ф   | Путь к себе                                               | Лев Леонидович Лагутин («Леон»)                                                                                |
| 2010 | ф   | Подсадной                                                 | Андрей |
| 2010 | кор | Цветы                                                     | он |
| 2010 | с   | Небо в огне                                               | Леонид Тарасенко                                                                                               |
| 2011 | с   | «Алиби» на двоих (фильм № 7 «Маньяк»)                     | Илья Полонник («Сенека»), маньяк                                                                               |
| 2011 | с   | Наследница                                                | Олег, сын мэра                                                                                                 |
| 2011 | с   | Дикий 2                                                   | Богдан Сысоев                                                                                                  |
| 2011 | ф   | Печорин                                                   | драгунский капитан                                                                                             |
| 2011 | с   | Один единственный и навсегда                              | Игорь, архитектор                                                                                              |
| 2011 | с   | Ялта-45                                                   | Исмаил Кадыев, крымский татарин (записался лезгином)                                                           |
| 2012 | ф   | Бедуин                                                    | Женя |
| 2012 | ф   | В тумане                                                  | четвёртый полицай                                                                                              |
| 2012 | с   | Синдром дракона                                           | Серый, подручный Николая Ёлкина                                                                                |
| 2012 | с   | Лето волков                                               | Валерий Кривенда, моряк                                                                                        |
| 2012 | с   | Однажды в Ростове                                         | Александр Фёдорович Горшков («Горшок»), друг детства братьев Толстопятовых, член ростовской банды «фантомасов» |
| 2012 | ф   | Исключение из правил                                      | Григорий Александрович Новиков, директор детского дома                                                         |
| 2012 | ф   | Некуда спешить (новелла «Солярий»)                        | альпинист |
| 2012 | с   | Однолюбы                                                  | Санёк |
| 2012 | ф   | Степные дети                                              | Савелий Шаров, жених продавщицы Полины                                                                         |
| 2012 | с   | Твой мир                                                  | Егор |
| 2012 | с   | Золото «Глории»                                           | Сергей |
| 2013 | ф   | Цена жизни                                                | Глебов, майор уголовного розыска                                                                               |
| 2013 | с   | Ночные ласточки                                           | Иван Пивень, разведчик                                                                                         |
| 2013 | ф   | Одноклассники.ru. НаCLICKай удачу!                        | бизнесмен |
| 2013 | с   | Шерлок Холмс (фильм № 2 «Камень, ножницы, бумага»)        | Питер Смолл, отставной лейтенант, бывший сослуживец доктора Джона Уотсона                                      |
| 2013 | с   | Без права на выбор                                        | Иван Червоновол, полицай                                                                                       |
| 2014 | с   | Долгий путь домой                                         | Витька-тракторист                                                                                              |
| 2014 | ф   | Зимы не будет                                             | Имя персонажа не указано                                                                                       |
| 2014 | ф   | Наследие                                                  | Мечковский |
| 2014 | ф   | Человек без прошлого                                      | Павел Грошев, капитан, оперативник                                                                             |
| 2014 | с   | Мёртвое сердце                                            | Фёдор Пашнин, химик                                                                                            |
| 2015 | с   | Квест                                                     | Алексей Евгеньевич Хмурый, телохранитель Сергея Шахова, отставной военный                                      |
| 2015 | ф   | Единичка                                                  | Александр Лютиков, ефрейтор                                                                                    |
| 2016 | ф   | Ночные стражи                                             | Янкул |
| 2016 | с   | Крёстная                                                  | Герман Осипов                                                                                                  |
| 2017 | с   | Доктор Рихтер (1-й сезон, серия № 4)                      | Борис Лунин, отец новорождённой                                                                                |
| 2018 | ф   | Последнее испытание                                       | Денис |
| 2018 | кор | Развод                                                    | бывший муж |
| 2018 | с   | Динозавр                                                  | Анатолий Андреевич Бусыгин, беглый вор                                                                         |
| 2018 | ф   | Пурга                                                     | Вадим Касаткин                                                                                                 |
| 2018 | ф   | Семь пар нечистых                                         | Губин |
| 2018 | с   | Шифр                                                      | Виктор, муж Софьи Львовны Теплицкой, водитель на автокомбинате                                                 |
| 2019 | ф   | Красиво жить                                              | Гриша |
| 2019 | ф   | Деньги не пахнут / Kaviar (Австрия)                       | Игорь, русский олигарх                                                                                         |
| 2019 | с   | А. Л. Ж. И. Р.                                            | «Федька Чума», вор-домушник, сын белого офицера                                                                |
| 2019 | ф   | Порт                                                      | бандит |
| 2019 | ф   | Тобол                                                     | Ерофей |
| 2019 | кор | Курс позитивного мышления                                 | отец |
| 2019 | с   | Герой по вызову                                           | Сергей Иванович Скуратов («Джокер»), бандит, бывший врач-нарколог                                              |
| 2020 | с   | Крысолов (Булатов)                                        | Егор Иванович Булатов, майор Службы внутренней безопасности                                                    |
| 2020 | с   | Катя и Блэк                                               | Игорь Викторович Тимофеев (Першин), серийный убийца                                                            |
| 2020 | кор | Жених, невеста, селёдка                                   | Имя персонажа не указано                                                                                       |
| 2020 | с   | Спросите медсестру                                        | Максим |
| 2021 | ф   | Майор Гром. Чумной доктор                                 | Евгений Стрелков, сотрудник ФСБ                                                                                |
| 2021 | с   | Обитель                                                   | Мстислав Бурцев, заключённый Соловецкого лагеря особого назначения, бывший поручик белой гвардии               |
| 2021 | с   | Седьмая симфония                                          | комбат Виктор Грибовский                                                                                       |
| 2021 | с   | Всё как у людей                                           | Максим Парфёнов, следователь                                                                                   |
| 2021 | ф   | Бессмертные                                               | дознаватель |
| 2021 | ф   | Майор Гром: Чумной Доктор. Расширенная версия             | Евгений Стрелков                                                                                               |
| 2022 | с   | Наследие                                                  | Рябов |
| 2022 | с   | Закрыть гештальт                                          | Ленин |
| 2022 | с   | Зверобой                                                  | Чиграш |
| 2022 | с   | Здравствуйте, вам пора                                    | Кирилл |
| 2022 | с   | Сын                                                       | Анзур |
| 2022 | с   | Колотушка                                                 | Вова, бандит                                                                                                   |
| 2022 | ф   | Мамкина звёздочка                                         | Александр Мамкин (военный лётчик)                                                                              |
| 2022 | ф   | Охотник                                                   | Евланов |
| 2022 | ф   | Сердце Пармы                                              | московский дьяк Данила Венец                                                                                   |
| 2023 | ф   | Я — медведь                                               | охотник |

### Дискография
- 2013 — «Прошлое» (гр. «Свободный полёт»)
- 2014 — «Настоящее» (гр. «Свободный полёт»)
- 2017 — «Будущее» (гр. «Свободный полёт»)
- 2019 — «Вечность» (гр. «Свободный полёт»)

### Аудиокниги
- 2018 — «Прошлое» (гр. «Свободный полёт»)
- 2018 — «Настоящее» (гр. «Свободный полёт»)
- 2018 — «Будущее» (гр. «Свободный полёт»)

### Музыкальные видеоклипы
- 2011 — клип на песню «Электричка» рок-группы «Свободный полёт» (режиссёры — Михаил Евланов, Илья Полежаев)[5]

## Критика
Евланов — тут, Евланов — там. При том, что не вписывается в условное «герой нашего времени». Он — герой времени любого. Кто угодно, любое свойство, ракурс, жанр, ситуация, и вот выныривает лицо, физиономия, рыло, личина. Актерского в нем мало — дитя интуиции, нутра — такому на экране веришь. Режиссёрам с таким, органичным от природы, легко наделать ошибок — попасться на внятную мужественность, киногению, обрадоваться личной, совсем житейской сущности — этим манерам, этому дурашливо-наивному языку <…> в доску своего парня. Но только так-то — сесть и на фактуре проехаться — он и сам, без режиссёров, запросто сможет. А ему режиссёра надо.